# FK Radnički 1923 Kragujevac
Fudbalski Klub Radnički 1923 (serb. cyr.: Фудбалски Клуб Раднички 1923), potocznie Radnički Kragujevac (serb. cyr.: Раднички Крагујевац) – serbski klub piłkarski z siedzibą w Kragujevacu (w okręgu szumadijskim). Został utworzony w 1923 roku, jako FK Mladi Radnik. Obecnie występuje w Super liga Srbije.

## Historia
W 1923 zarząd Niezależnych Związków Zawodowych w Kragujevacu podjął decyzję o utworzeniu klubu sportowego. Inicjatywa wyszła z lokalnej organizacji Związku Młodzieży Robotniczej Niezależnych Związków Zawodowych.
Zebranie założycielskie klubu odbyło się w maju 1923, w restauracji Park, ówczesnej siedzibie spółdzielni robotniczej. Klub otrzymał nazwę Mladi Radnik (pol. Młody Robotnik). Na zjeździe uchwalono regulamin i wybrano zarząd. Pierwszym prezesem został Aleksandar Ratković, a klub oficjalnie rozpoczął działalność 31 maja 1923.
Podczas szóstostyczniowej dyktatury, poważny cios doznały wszystkie organizacje robotnicze w Kragujevacu. Niezależnym związkom zakazano pracy. Mimo zakazu, robotnikom skupionym wokół Mladiego Radnika udało się zachować swój klub pod nową nazwą Kragujevčki Sport Klub Radnički (pol. Kragujevacki Sport Klub Robotniczy), którą nosił od jesieni 1929. Regulamin klubu znacznie rozszerzył jego dotychczasową działalność. Oprócz piłki nożnej klub zaczął angażować się w działalność kulturalną i edukacyjną.
W czasach Socjalistycznej Federacyjnej Republiki Jugosławii najwyższym poziomem rozgrywek piłkarskich w których Radnički występował to rozgrywki Prvej ligi SFR Јugoslavije, gdzie klub występował 5 sezonów: 1969/70-71/72 i 1974/75-75/76.
W czasach Federalnej Republiki Jugosławii najwyższym poziomem rozgrywek piłkarskich w których Radnički występował, to rozgrywki Prvej ligi SR Јugoslavije, gdzie klub występował 5 sezonów: 1997/98-2001/02.

### Kalendarium
- 31 maja 1923 – został założony jako Fudbalski Klub Mladi Radnik.
- 1929 – zmienił nazwę na Kragujevčki Sport Klub Radnički.
- 2009 – połączył się z FK Šumadija Kragujevac tworząc Fudbalski Klub Šumadija Radnički 1923.
- 2010 – zmienił nazwę na Fudbalski Klub Radnički 1923.

## Stadion
Klub rozgrywa swoje mecze domowe na stadionie Stadion Čika Dača w Kragujevacu, który może pomieścić 15.100 widzów.

## Sezony
| Sezon                          | Liga                                             | Poziom | Miejsce |
| Federalna Republika Jugosławii |                                                  |        |         |
| 1999/00                        | Prva liga SR Јugoslavije                         | I      | 13      |
| 2000/01                        | Prva liga SR Јugoslavije                         | I      | 9       |
| 2001/02                        | Prva liga SR Јugoslavije                         | I      | 18      |
| 2002/03                        | Druga liga SR Јugoslavije – Grupa Zapad (Zachód) | II     | 8       |
| Serbia i Czarnogóra            |                                                  |        |         |
| 2003/04                        | Srpska liga (Grupa Zapad)                        | III    | 4       |
| 2004/05                        | Srpska liga (Grupa Zapad)                        | III    | 1       |
| 2005/06                        | Prva liga Srbije                                 | II     | 18      |
| Serbia                         |                                                  |        |         |
| 2006/07                        | Srpska liga (Grupa Zapad)                        | III    | 7       |
| 2007/08                        | Srpska liga (Grupa Zapad)                        | III    | 4       |
| 2008/09                        | Srpska liga (Grupa Zapad)                        | III    | 8       |
| 2009/10                        | Srpska liga (Grupa Zapad)                        | III    | 1 *     |
| 2010/11                        | Prva liga Srbije                                 | II     | 2       |
| 2011/12                        | Super liga Srbije                                | I      | 6       |
| 2012/13                        | Super liga Srbije                                | I      | 13      |
| 2013/14                        | Super liga Srbije                                | I      | 13      |
| 2014/15                        | Super liga Srbije                                | I      | 16      |
| 2015/16                        | Prva liga Srbije                                 | II     | 16      |
| 2016/17                        | Srpska liga (Grupa Zapad)                        | III    | 1       |
| 2017/18                        | Prva liga Srbije                                 | II     | 11      |
| 2018/19                        | Prva liga Srbije                                 | II     | 4       |
| 2019/20                        | Prva liga Srbije                                 | II     | 8 **    |
| 2020/21                        | Prva liga Srbije                                 | II     | 1       |
| 2021/22                        | Super liga Srbije                                | I      | 14      |
| 2022/23                        | Super liga Srbije                                | I      | 8       |

 * W sezonie 2009/10 klub po fuzji z FK Šumadija Kragujevac występował w rozgrywkach Srpskiej ligi Zapad jako FK Šumadija Radnički 1923 Kragujevac.
 ** Z powodu sytuacji epidemicznej związanej z koronawirusem COVID-19 rozgrywki sezonu 2019/2020 zostały zakończone po rozegraniu 30 kolejek.

## Europejskie puchary
Legenda do wszystkich tabel:
- Q – runda eliminacyjna, 1/16, 1/8, 1/4, 1/2 – odpowiednia faza rozgrywek, Grupa – runda grupowa, 1r gr – pierwsza runda grupowa, 2r gr – druga runda grupowa, F – finał, R – runda, PO – play-off
- k. – rzuty karne, los. – losowanie, Dogr. – dogrywka, w. – zasada bramek strzelonych na wyjeździe

| Sezon   | Rozgrywki        | Runda | Klub        | Dom | Wyjazd | Ogólnie     |
| ------- | ---------------- | ----- | ----------- | --- | ------ | ----------- |
| 2024/25 | Liga Konferencji | 2Q    | Mornar Bar  | 1–0 | 1–2    | 2–2, k: 3–4 |
| 2025/26 | Liga Konferencji | 2Q    | KÍ Klaksvík | 0–0 | 0–1    | 0–1         |

## Sukcesy
- 9. miejsce Prvej ligi SR Јugoslavije (1x): 2001.
- mistrzostwo Drugiej ligi SFR Јugoslavije (2x): 1969 i 1974 (awanse do Prvej ligi SFR Јugoslavije).
- mistrzostwo Srpskiej ligi – Grupa Zapad (III liga) (3x): 2005, 2010 i 2017 (awanse do Prvej ligi Srbije).
- wicemistrzostwo Drugiej ligi SFR Јugoslavije (1x): 1980.
- wicemistrzostwo Drugiej ligi SR Јugoslavije (1x): 1997 (awans do Prvej ligi SR Јugoslavije, po wygranych barażach).
- wicemistrzostwo Prvej ligi Srbije (1x): 2011 (awans do Super ligi Srbije).